# 大厄德施泰因山

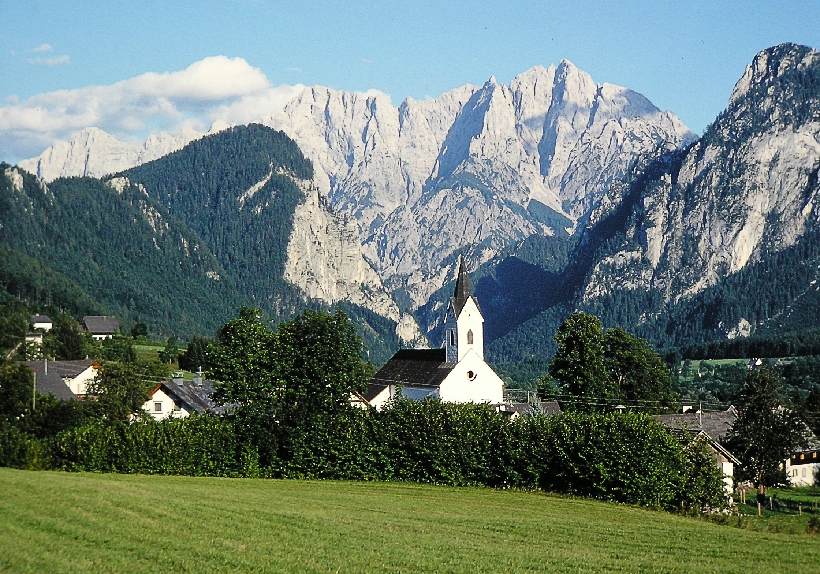

47°33′14″N 14°36′45″E / 47.553928°N 14.612567°E
大厄德施泰因山（德語：Großer Ödstein），是奧地利的山峰，位於該國東南部，由施泰爾馬克州負責管轄，屬於恩斯塔爾阿爾卑斯山脈的一部分，距離霍赫托爾峰1.7公里，海拔高度2,335米，每年平均降雨量1,513毫米。